# Tora (popolo)
I Tora sono un piccolo gruppo etnico del Brasile che ha una popolazione stimata in circa 51 individui (1999). Parlano la lingua Tora (codice ISO 639: TRZ) e sono principalmente di fede animista.
Vivono nello stato brasiliano dell'Amazonas, sul Rio Marmelos, affluente del Rio Madeira.
Denominazioni alternative: Toraz, Torá, Tora, Toré, Torerizes, Turá. La lingua Tora, appartenente alla famiglia delle lingue Txapakura, è considerata prossima all'estinzione.